# Grand Prix Hassan II 1988
Il Grand Prix Hassan II 1988 è stato un torneo di tennis facente parte della categoria ATP Challenger Series nell'ambito dell'ATP Challenger Series 1988. Il torneo si è giocato a Casablanca in Marocco dal 3 al 9 ottobre 1988 su campi in terra rossa.

## Vincitori

### Singolare
Josef Čihák ha battuto in finale  David de Miguel Lapiedra con il punteggio di 6–4, 6–2

### Doppio
Josef Čihák /  Cyril Suk hanno battuto in finale  Arnaud Boetsch /  Denis Langaskens con il punteggio di 6–2, 6–0